# Florența Albu
Florența Albu (n. 1 decembrie 1934, Floroaica, județul Călărași - d. 3 februarie 2000, București) a fost o poetă română.

## Biografie
1948 - 1952 Liceul Gheorghe Șincai București
1952 - 1957 Facultatea de Filologie
1963 - 1965 angajată la ziarul Scânteia tineretului
1965 - 1995 angajată la revista Viața românească

## Viața artistică
Între anii 1953-1955 frecventează cenaclul Theodor Neculuță;
1955 - debutează în publicistică la revista Tânărul scriitor;
1959 - nu i se permite publicarea unui volum cu versuri dedicate Bărăganului;
În 1961 debutează cu volumul Fără popas, volum dedicat câmpiilor largi ale Bărăganului și pescarilor din Delta Dunării.
1962 - publică volumul de reportaje Câmpia soarelui.

### Alte volume:
Măști de priveghi (1968), Arborele vieții (1971), Petrecere cu iarbă (1973), Elegii (1973), 65 poeme (1978), Kilometrul unu în cer (1988), Himera nisipurilor, Roata lumii, Euri posibile, Zidul martor, jurnal ținut în secret între 1970 și 1990 (1994), Aurolac (1997)

### Prezentă în:
Streiflicht – Eine Auswahl zeitgenössischer rumänischer Lyrik (81 rumänische Autoren), - "Lumina piezișă", în traducerea lui Christian W. Schenk, Dionysos Verlag 1994, ISBN 3980387119
Despre creația sa și-au spus părerea de-a lungul timpului: Iorgu Iordan, Ion Băieșu, Marin Preda, Maria Banuș, Nicolae Manolescu, Dan Cristea, Lucian Raicu, Eugen Simion, Gabriel Dimisianu, Laurențiu Ulici, etc. Este calificată de „fiică a Bărăganului, înrudită spiritual cu Ștefan Bănulescu și Marin Preda”.
Florența Albu a încetat din viață la 3 februarie 2000 la Spitalul Fundeni, mormântul ei aflându-se în comuna Gruiu, județul Ilfov.